# Per Sonne
Per Sonne (10. april 1921 – 9. august 1944) var en dansk modstandsmand under anden verdenskrig.
Per Sonne var veterinærstuderende på KVL og var aktiv i Holger Danske gruppe IV (4). Han blev taget af Gestapo 19. maj 1944 og indsat i Vestre Fængsel. 
Få måneder senere blev han sammen med ti andre modstandsfolk transporteret vestpå.
Bilen standsede på hovedvej 1 ved Osted mellem Roskilde og Ringsted, og fangerne blev taget udenfor, hvorpå de alle blev myrdet – angiveligt "skudt under flugtforsøg".
Mindelunden i Farsø for Christian Ulrik Hansen og Per Sonne hædrer de to unge mænd, der faldt i kamp mod den tyske besættelsesmagt.